# Herrnbildkapelle

Herrnbildkapelle Hessenthal im Sommer (Vorderansicht)

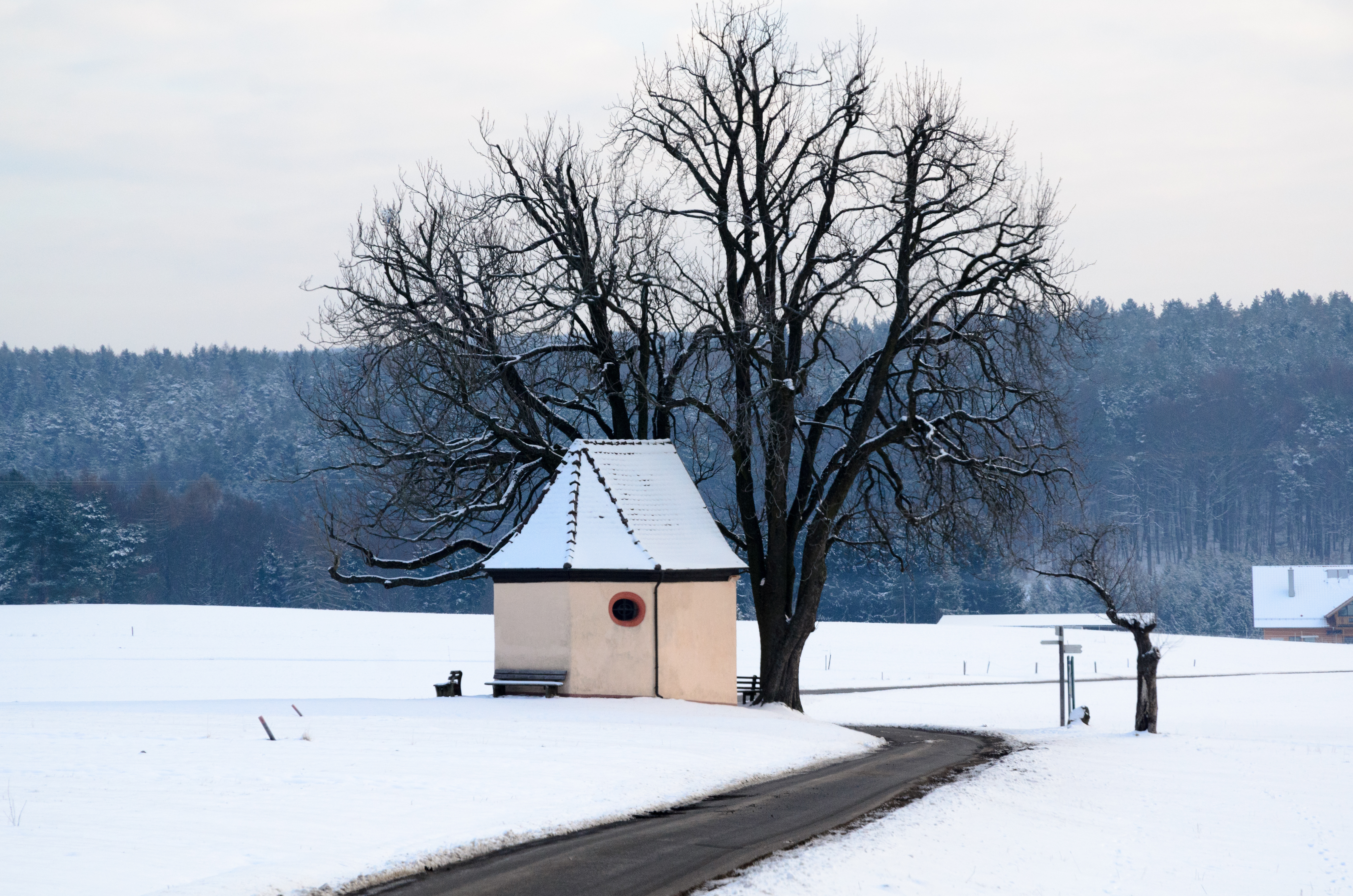
Herrnbildkapelle Hessenthal im Winter (Rückansicht)

Die Herrnbildkapelle (auch Herrenbildkapelle oder Feldkapelle Unser Herren Bild) ist eine kleine Marienkapelle als Saalbau mit Satteldach und einer hölzernen Pietà. Sie steht unter zwei Kastanienbäumen auf der Anhöhe des Bildkopf in 380 m ü. NHN oberhalb des Mespelbrunner Ortsteils Hessenthal und über dem oberen Elsavatal. Der letzte Umbau der Kapelle in ihre heutige Form fand im Jahr 1670 statt. Von Hessenthal führt ein Weg mit Kreuzwegstationen entlang des Fränkischen Marienweges hinauf zu der Feldkapelle.
Die Kapelle steht an dem Schauplatz der Gründungslegende von Hessenthal, nach der ein Ritter einen Köhler von dessen Wunderglauben abbringen wollte und ihm zurief, so gewiss aus diesem Strauch kein Blut fließe, so gebe es keine Wunder, woraufhin er sein Schwert in einen Haselstrauch schlug. Das Schwert färbte sich blutig, und der Ritter und sein Knappe fanden unter dem Busch ein blutendes Bild der Muttergottes mit dem Jesuskind auf dem Arm vor, für das sie daraufhin unten im Tal eine Kapelle bauen ließen. Das Bild verschwand aber auf unerklärliche Weise Nacht für Nacht zurück an den Fundort auf dem Berg. Erst als die lokale Bevölkerung gelobte, die Figur alljährlich am Pfingstmontag in einer Prozession auf den Berg zu tragen, blieb das Bild im Ort und wurde zum Kern der seit 1293 nachweisbaren Hessenthaler Marienwallfahrt.
Die Herkunft des Ortsnamens Hessenthal hat daher auch nichts mit Hessen zu tun, sondern das in einer Ablassurkunde des Mainzer Erzbischofs Gerhard II. von Eppstein von 1293 erwähnte „Hesilndal“ leitet sich von der Hasel ab.

Zumindest muss es zum Zeitpunkt der Gründungslegende also bereits eine kleine Ansiedlung gegeben haben.
Ludwig Bechstein beschreibt eine weitere Sage zum Ursprung der Kapelle, nach der ein Postknecht seine Pferde von Aschaffenburg zurückritt und am Ort der heutigen Kapelle eine nächtliche Ruhepause einlegte. Dabei wurde er durch seine unruhig gewordenen Pferde auf eine Stimme und ein Schimmern in einem Busch aufmerksam und fand darin ein vernachlässigtes Marienbild. Für das Bild wurde an Ort und Stelle eine Kapelle erbaut. Später wollten die Hessenthaler das Bild in eine von den Echter neugebaute Kapelle im Ort überführen, allerdings verschwand das Bild über Nacht wieder an seinen ursprünglichen Ort auf der Anhöhe. Nach dem dritten Mal gelobten die Einwohner, es jährlich am Pfingstmontag in einer Prozession an seinen Fundort zurückzutragen, worauf das Bild in Hessenthal blieb.
Seither tragen die Hessenthaler jedes Jahr an Pfingstmontag das Gnadenbild in feierlicher Prozession auf den Berg zur Herrnbildkapelle. Das heutige Gnadenbild stammt aus dem Jahr 1480 und ist nicht mehr das Original.
Die Herrnbildkapelle liegt an einer früher sehr verkehrsgünstigen Stelle, nämlich an der Einmündung des frühmittelalterlichen „Salzweges“ von Worms kommend in die „Via Publica“, die über Lengfurt nach Würzburg führte. Ganz in der Nähe liegt die Hessenthaler Poststation, an der Wilhelm Hauff 1826 Halt machte, wodurch er sich zu seinen Erzählungen im „Wirtshaus im Spessart“ inspirieren ließ.
In der bayerischen Denkmalliste ist die Kapelle unter der Aktennummer D-6-71-141-15 als kleiner massiver Satteldachbau aufgeführt.